# Пижамный день (Южный Парк)
«Пижамный день» (англ. Pajama Day) — первый эпизод двадцать пятого сезона американского мультсериала «Южный Парк». Премьера эпизода состоялась на Comedy Central в США 2 февраля 2022 года.

## Сюжет
Мистер Гаррисон знакомит своих учеников со своим новичком по имени Рик; когда он уходит, Гаррисону звонит Маркус. Когда ученикам не удаётся скрыть измену Гаррисона, его гневная тирада привлекает внимание директора. В качестве наказания он лишает четвероклассников предстоящих развлечений на Пижамный день.
Наказание злит Эрика Картмана, который клянётся принять меры. Тем временем Венди Тестабургер и несколько других учениц умоляют директора разрешить им отметить праздник, сравнивая его действия с действиями нацистов в Германии. Мистер Маки советует директору пересмотреть свои действия, но он считает, что это будет признаком слабости. Той ночью Картману снится кошмар о насмешках, из-за чего его мать Лиана звонит директору. Лиана угрожает позвонить в СМИ и сделать так, чтобы ни один ученик не мог носить пижаму. В знак протеста взрослые жители города начинают носить пижамы. Директор просит у Венди совета, как разрешить ситуацию.
Некоторые граждане продолжают носить обычную одежду на работу или в ресторан, но их высмеивают и отказывают во входе, а посетителя IHOP арестовывают за отказ надеть пижаму в ресторане. Они сравнивают действия сторонников ношения пижам с действиями нацистов в Германии. Во время встречи с четвероклассниками Венди предлагает им просто извиниться перед Гаррисоном. На следующий день Баттерс Стотч засыпает на уроке, пока Гаррисон описывает свои отношения с Риком, снова приводя Гаррисона в ярость и привлекая внимание директора.
В полицейском участке округа Парк аресты учащаются из-за различных инцидентов с участием людей, одетых или не одетых в пижаму, и обостряются сравнения с нацистской Германией. В сам Пижамный день репортёр местных новостей одет в нацистскую форму и говорит по-немецки, а на заднем плане играет туба. Директор хочет восстановить привилегии пижамного дня четвероклассников и впоследствии уйти в отставку, но меняет свое мнение, когда Венди сообщает ему о предстоящем «Дне противоположностей». ПК Директор объявляет что наступившая пятница вместо «Пижамного дня» будет «Днём противоположностей», в который четвероклассникам можно делать противоположное тому, что им сказали, и, таким образом, выходит из неприятной ситуации, не отменяя свой запрет.

## Отзывы
Дон Кэффри из The A.V. Club дал эпизоду оценку «C+», назвав его «избитой шуткой о COVID», обращая внимание, что пижама в эпизоде используется как метафора для аргументов противников ношения масок во время пандемии. В эпизоде, по его мнению, нет «ни настоящего хаоса, ни катарсиса», ни нового взгляда не текущие события.
Чарльз Брамеско из The Guardian также критически оценил эпизод, отметив, что, хотя разногласия по «пижамному вопросу» дали почву для нескольких неплохих шуток, в целом развитие сюжета в эпизоде можно назвать предсказуемым. А предсказуемость никогда не была тем качеством, за которое фанаты любят Саус Парк. Он отмечает, что когда «Стоуну и Паркеру перевалило за 50, самой большой их проблемой стал их собственный успех».
Лиз Шеннон Миллер из Consequence отметила простоту эпизода. По её мнению, эпизод сочетает в себе признаки старого Саус Парка и свидетельства того, что сюжет был написан совсем недавно. «Хорошо рассказанная забавная история», — резюмировала она.